# Ascorhytis charadriformis
Ascorhytis charadriformis är en plattmaskart. Ascorhytis charadriformis ingår i släktet Ascorhytis och familjen Microphallidae. Inga underarter finns listade i Catalogue of Life.